# Messier 38
Messier 38 (M38 ili NGC 1912) otvoreni je skup u zviježđu Kočijašu. Skup je otkrio Giovanni Battista Hodierna oko 1654. godine. Charles Messier uključio ga je u svoj katalog 1764. godine. 

## Svojstva
Prividni promjer skupa M38 na nebu je 21'. Udaljenost skupa je procijenjena na 4.200 svjetlosnih godina, a promjer skupa je 25 svjetlosnih godina. Skup je srednje starosti, oko 220 milijuna godina i sadrži žuta diva prividna sjaja od magnitude + 7,9.

## Amaterska promatranja
Skup je dalekozorom moguće vidjeti u istom vidnom polju s M36. Kroz 200 milimetarski teleskop vidi se 70 zvijezda magnitude + 9 i više. Skup ima neobičnu šupljinu u središtu i izražen lanac zvijezda u smjeru sjevera. U blizini skupa nalazi se tamniji skup NGC 1907 kojeg je moguće vidjeti u istom vidnom polju s M38.

## Vanjske poveznice
- SEDS: NGC 1912